# Middlesex University

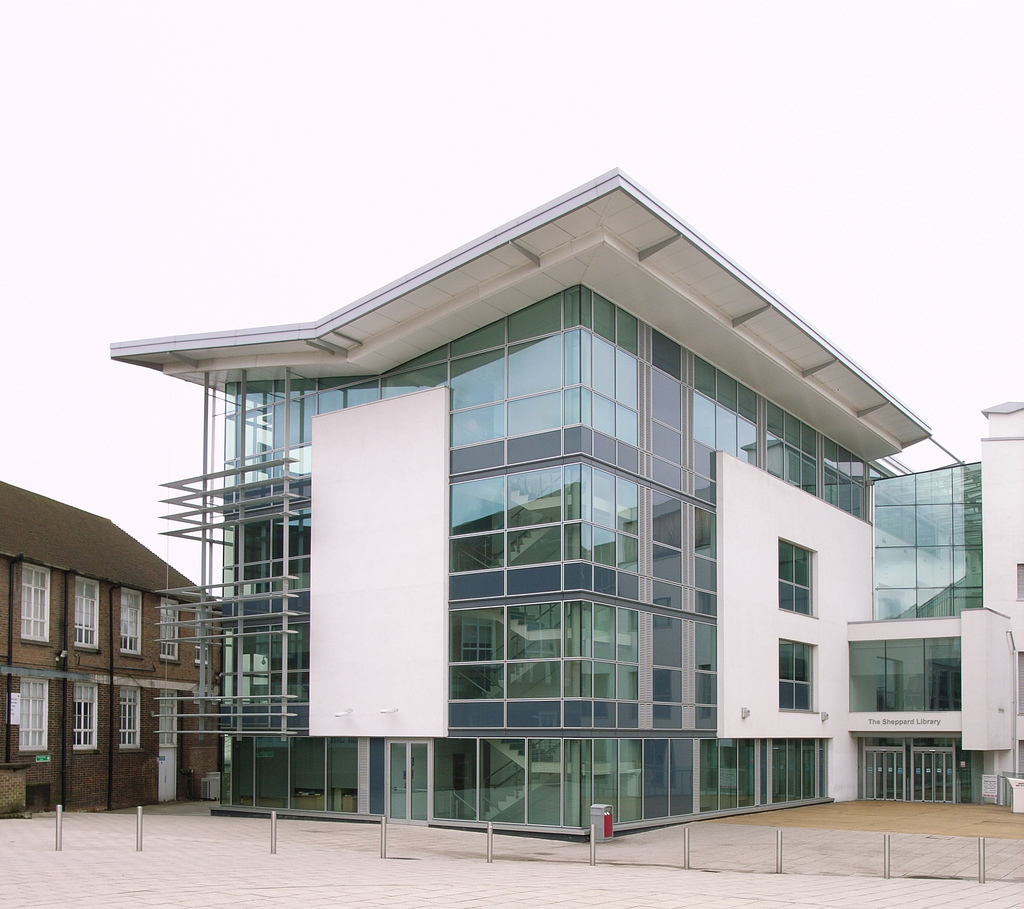
Sheppard Library på Middlesex University.

Middlesex University är ett universitet i London. Det ligger i, och har namn efter, det historiska grevskapet Middlesex.
Universitetet grundadess 1973 som Middlesex Polytechnic och 1992 fick det status som universitet och bytte till sitt nuvarande namn. Universitetet hade föregångare i St Katherine's College och Hornsey School of Arts and Crafts som grundades på 1880-talet.